# Wade Allison
Wade Allison (Carman, Manitoba, 14 de octubre de 1997) es un jugador profesional canadiense de hockey sobre hielo que se desempeña en la posición de extremo derecho en Philadelphia Flyers, equipo de la National Hockey League (NHL).

## Carrera
Fue seleccionado en la segunda ronda en la NHL Entry Draft de 2016. En 2020 hizo su debut profesional con el equipo Philadelphia Flyers, donde lleva jugando tres temporadas.